# America's Old Time Country Music Hall of Fame
America's Old Time Country Music Hall of Fame is sinds 1976 een eerbetoon aan personen die van betekenis zijn geweest in de muziekgenres die in brede zin onder de old-time music vallen, zoals countrymuziek, hillbilly, bluegrass, Americana, folk, honky-tonk, cajunmuziek, gospelmuziek, countryblues, western, cowboymuziek, train songs, mountain music, rustic country music, ragtime music, rural music en shaped note singing.
De lijst bevat niet alleen artiesten, maar ook mensen uit de muziekindustrie, zoals producers en muziekuitgevers, en conservators, zoals Cindy en Kathy Cash, twee dochters van Johnny Cash.
De opnames worden jaarlijks bekendgemaakt tijdens het festival van de National Traditional Country Music Association (NTCMA) in Le Mars in de Amerikaanse staat Iowa. Hierna wordt van elke ontvanger een foto, biografie en relikwie in het Pioneer Music Museum geplaatst dat zich bevindt in zuidelijker gelegen Anita. Onder de relikwieën bevinden bijvoorbeeld zich een pak dat Bill Monroe droeg tijdens een optreden in de Grand Ole Opry, een gitaar waar Hank Williams op gespeeld heeft en harmonica's van Johnny Cash.
In de erezaal zijn overwegend Amerikanen opgenomen, met af en toe een buitenlander uit de Angelsaksische wereld – met name uit Nieuw-Zeeland – en enkele Europeanen en een Japanner. Er staat geen Belg in de lijst, wel werd in 1994 de Nederlander Ben Steneker opgenomen.
De NTCMA organiseert eveneens de opnames in America's Old Time Fiddler's Hall of Fame.

## Hall of Fame
| Jaar | Opgenomen leden |
| ---- | --- |
| 1976 | Jimmie Rodgers, Hank Williams sr. |
| 1977 | Carter Family, Ernest Tubb, Red Sovine, Nat Stucky, C.W. McCall, Faron Young |
| 1978 | Minnie Pearl, Jimmy Morgan, Jeannie Riley |
| 1979 | Roy Acuff, Uncle Dave Macon, Louise Mandrell, Don King, Terri Hollowell, Earl Scruggs, Sammi Smith, Dave Dudley, Boxcar Willie, Smokey Dawson, Skeeter Davis, Susan Raye, Roni Stoneman, Jeannie Pruett |
| 1980 | June & Jerry Campbell, Patsy Montana, Merle Travis, Woody Guthrie, Jimmy Driftwood, Joe Sun |
| 1981 | Grandpa Jones & Ramona Jones, Wilma Lee & Stoney Cooper, Joe & Rose Lee Maphis, James O'Gwynn, Mac Wiseman, Drifting Cowboys, Crawford Brothers, Osborne Brothers, Colonel & Ruth Bingaman |
| 1982 | Kenny Baker, Van Williams, Doc Francis, Lee Mace, Riders in the Sky |
| 1983 | The Whites, Bill Grant, Delia Bell, Doug Dillard & The Dillards, Jerry Douglas, Johnny Lee, Charlie Walker, Elmer Bird, Janie Fricke, Leon Everette |
| 1984 | Butch Hancock, Gary Morris, Kathy Mattea, Pete Seeger, Bob DeWitt |
| 1985 | Slim Everhart, Freddy Fender, Hap Peebles, Dan Hunter, Johnny Eaglefeather, Jean Marie Redon & Styllix |
| 1986 | Thurland Chattaway, Kerry Mills, Marty Mincer, Tony Richards, Pete Lenloy, Fiddlin' John Carson |
| 1987 | Dave Dudley, Jerry Ree, Deford Bailey, Eddie Adcock, Peter Rowan, The Everly Brothers, Jimmy Martin, Ginny Peters, Jimmie Dale Court |
| 1988 | Stuart Hamblen, Poutnici, Otto & Gitta Amon, Eberhard Finke, Bill Sky Family, Helen Chaney, Mark Stoffel & Mainspring |
| 1988 | Croquignol, Roy Rogers |
| 1989 | Dale Evans, Tex Ritter, Tiny Cook, Big Bill Lister, Sydney Martin, Tom Pauley, Stew Clayton, Bob Tripp, Gordon McMasters, Lorne Greenwood, David Stewart |
| 1990 | Conway Twitty, Carl Sprague, Gene Autry, Mike Schleske, Larry Sparks |
| 1991 | Lloyd Collier, Uncle Billy Dunbar, Jack & Florence Arnold, Ragtime Rosie Bingaman, Mitchell Johnson, Riley Puckett, Gid Tanner, Ralph Peer, Bryan Bowers |
| 1992 | George Hay, Skillet Lickers, Leadbelly Leadbetter (Huey), Vernon Dalhart |
| 1993 | Justin Tubb, Pee Wee King, Fred Rose, The Sons of the Pioneers |
| 1994 | Pat Glendy, Kyle Glendy, Pat Wade, Ernie Schindler, Clay & Margaret Johnson, Rick & Harriette Andersen, Ben Steneker, Greta Elkin, Everett Collier |
| 1995 | Johnny Cash, J.T. Roberts, Alex & Margaret Kennedy, Bruce Langham, Tom & Bertha Swatzell, Sue & Ernie Ruth, Mildred Blackledge, Bob & Darlene Zipf |
| 1996 | Dick Zion, McDonald Craig, Smokey Smith, Don Rogert, Sonny Rodgers, Jimmie Rodgers (bestuurder), Clifford & Juanita Lynch, Lyle & Fern Miller, Delbert & Erma Spray, Kenny & Jeanette Luellen, Lester Collier, Wilf Carter, Burl Ives |
| 1997 | Arnie & Ruby Newquist, William Marlin Morrow, Jimmie Dale Court, Slim Bryant |
| 1998 | Paul Belanger, Dorothy Gleason, Jim & Rita Maloney, Dale Eichor |
| 1999 | Beulah Marie Starr, Rex Burdette, Ben Green, Pat & Wayne Boilesen, Dale & Bonnie Sanford, Roy Harper, Phyllis & Robert Dunne, Janet & John McBride, Donnie DeCamp, Bill Rexroad, Charlie Blacklock, Billy Cole, Rick McWilliams, Ron Adkins, Mike Oatman, Loren Davidson, Tom Sharman, Smokey Stover, Bill Eagle, Don Rich, Richard Anderson, Lois Pierson |
| 2000 | Claude Gray, Marvin Hawkins, Jackie Shewey, Dave Grimes, Gordon Wilcox, Eddie & Daisy Dell Benge, Stanley Fitch, Johnny Western, Sherwin Linton, Ed & Jolene Bullard, Howard Vokes, Joe Hick, Mary Channer Paul, Chuck & Dianne Stearman, Crawford Brothers, Charlie Ray, Dale Reed, Bill Craven, Barbara Hays Ackley, Ratt Reno, Gene Meyer (Butch), Orin Friesen, Bill Smith, Marlyce Stockinger, Joe & Linda Buller, Buffalo Bill Cody |
| 2001 | Pat Courtney, Tiny Cook Family, Jerry Mescher, Stew Clayton Family, Don & Alberta Lee, Randy Fitch, Dugg Collins, Teresa Endres, Ace Ball, Joe Paul Nichols, Lorene Clark, Shorty Powers, Earl & Ruth Smith, Barefoot Bob Kinney, Dude Daniels, Dan Reed, Max Cooley, Mike Lynch, Lorne Greenwood, Josh Graves, Gordon & Beverly Muhm, Bob Wingfield, Bailes Brothers, Dale Frazier, Dew Watson, Don Losee, Wally Bazyn, Bunnie Mills, Charlie Louvin, Ira Louvin, Chris Taylor, Gaylen Larsen |
| 2002 | Vern Young, Al & Jean Shade, Cowboy Joe Babcock, Jim Curley, Rayne Magill, John France, Gordie Brown, Terry Smith, Jack Ferguson, Bob Sackett, Junior Wittstruck, Herb & Blanche Hopp, Florence Anderson, Carl & Betty Jean Moore, Umy & The Goodtimers, Johnny Carson, Larry & Donna Harms, Jerry Barnett, Walt Peterson, Pam Linton, Dick Hill, Mike Johnson, Charlie & Sandy Good, Vern Koenig, Tommy Overstreet, Leon & Elaine Smay, West Sisters, Albert Brumley jr., Albert Brumley sr., George Mallory, Robbie Wittkowski, James Monroe, Bill Monroe, Paul Bader, Hal Cottrell, Glenn Valentine, Myron Mike O'Neal, Bill Anderson, Warren McDonald, Leona Williams, George Bowe |
| 2003 | Mr & Mrs Lawrence DeGroot, Cindy Uden, Gaylen Merriweather, Bill Winter, Michael T. Wall, Bob Corder, Gordon Whitten, Bob Barnett, Hammer Sisters, Bobby Awe, Jett Williams, Hank Williams jr., Ralph Compton, Chester Smith, Bob Tinant, Elsie McWilliams, Betty & Owen Swinson, Sullivan Family, Keith Bernhagen, Vernon Oxford, Plain Label, Harold Rowden, Billie Jane Kruse, Dwayne Reed Family, Joe Zimmerman, Don Muzney, Lil' Rev, Alice Benscoter, Lee Oskar, Brenda Smith, Bernie Nall, Dale Wayman, Billy Henson, Leroy Van Dyke |
| 2004 | Annie Avery, Wayne Austin, Ray Banard, Mark Brine, Carson Sisters, Dee Coleman, Everett Corbin, Bill & Dorothy Cramer, Teri Knapp Yaw, Danny & Donna Dee, Ethel Delane, Dennis Devine, George Hamilton IV, Don Edwards, Paul Flora, Freddie Hart, Francis Hahn, Earl & Martha Heywood, Roger, Sharon & Vanessa Kenaston, Sundown Pete & Margie Lane, Lincoln Lariviere, Phil & Joyce Leonard, Cliff Lister, Big Bill Lister, Doc Martin, Susan Corder Miller, Lee Muller, Duane Murley, Charles Moore, Lois Kopaska Oleson, Glenn Osborn, Redd Stewart, Pee Wee King, Leon Seiter, Jay Taylor, Don & Lola Taft, Sonny & Clara Wooten, Larry Good, Maurie Goode, Keith Miller           |
| 2005 | Chris & Victor Schurman, Terry Raff, Bernie Worrell, Myrl Pierce, Bart Hansen, Ken Meyer, Sid Harkreader, Scott Davison Family, Arvilla Kenaston, Jimmy Helms, Jay Kelly, Bob & Nancy Rae Miller Quillen, Johnson Family, The Two M's, Ford Nix, Nancy & Wilbur Renfrow, Don & Martha DePoy, Carl DePoy, Shirley Raye, Boyd & Dolores Goldlapp, Phil Roberts (Al), Wolfe Milestone, Carlene Shrabel, Don Miller, Dan McElroy, Willis & Blanche Flynn, Wendall Eubanks, John & Marjorie Duttwiler, Jack Greene, Norma Jean, Tommy Cash, Margo Smith, Ernie Ashworth, Kent Thompson, Peggy Knight, Jack Cole, Grady Cole                                                                 |
| 2006 | Brenda Allen, Carlene Carter, June Carter Cash, Kirk Brandenberger, Connie Lee, Kenneth Eidson, Roger Davis, Jimmy Eaves, Terry & Sharon Graves, Tommy Horton, Johnny Horton, John Hargiss, Jimmie James, Leon Logan, Bobby Lewis, Jody Miller, Paul Maloy, Bud Moore, Howard Ness, Dusty Owens, Papio Creek, Stella Parton, Claude Pinkley, Charlene Reid, Thurman Rinehart, Lawson Rudd, Tusa Read, Jim McCoy, Harry & Gladys Rusk, Tommy Riddle, Guy Stevenson, Ruthie Barnes Steele, Max D. Barnes, Skip Segatto, Gladys & Al Strein, Blinn Sourwine Family, Jim Hank Singleton, Rhonda Vincent & Family, Joe Watson, Erling Thomsen, Milton Woodridge                             |
| 2007 | David Steele, Johnny Bellar, Bobby Atkins, Helen & Ian Braithwaite, Jenny Blackadder, John Cox, Lyle Edwards, Elton Flodman, Flakespear, Kathy Grinstead, Charley Groth, Anne George, Jerry & Sharon Hytrek, Horn Twins, Heather Holland, Red Johnson, Margie LeBlanc, Jim Malone Family, Charlie McCoy, Peter, Paul, & Morrie, Melissa & Francis Graeme Partridge, Ginny & Errol Peters, Bill Petersen, Maggie Penn, Bobby G Rice, Joyce Smith, George Myren, Red Steagall, Carson Stacey, Donnie Young, Mo, Jim Murphy, Jim Owen, Ervin Pickhinke, Jimmy Payne, Manda Lynn, Dean Hudlow                                                                                              |
| 2008 | Pamela Dawn Ashby, Blackwood Brothers Quartet, Alan Barron, Steve Butts, Debbie Bridgewater, Bill Clifton, Jim Dobson, Stan Hitchcock, Scotty Howard, Bill & Dustin Hunt, Craig Howell, Dick Kimmel, Allen Karl, Des Morgan, Noel Smith, Arthur Matchett, Mattie Maloy, Morris Brothers, Maddox Brothers & Rose, Murl Patrick, Carroll Parham, Maria Petersen, Ronnie Reno, Poppy Rasmussen, Frank Ray, Ed Roth, Ola Bell Reed, Andy Stanley, Spike & Valley Mae Stroop, Barry & Judy Skinner, Dusty & Fay Spittle, Warrick & May Sinclair, Hal Willis |
| 2009 | Rex Allen sr., Rex Allen jr., Marty Robbins, Maria Rose & Danny Elswick, Perk Washenberger, Razzy Bailey, Wayne Longtin, Bruce & Elaine Nelson, Merv & Norma Pelham, Leroy New, Elaine Peacock, Scotty Gosson, John Levan, Bobby Ray Spears, Jody Bill Green, Dawn Petty, Robert & Candy Ownby, Eddy Harrison, Tommy Helms, Ed & Kathy Dovel, Mike Mullalley |
| 2010 | Patti Page, Whisperin' Bill Anderson, Cindy Cash, Kerry Christensen, Roger Tibbs, Cookie Eller, Bob Richter, Bill Rainey, Dave Brinkman, Andy Glandt, Dale Howard, Jim Reeves, Johnny Ray Gomez, Merlyn Hansen, Betsy Barnett, Clarence Hayden, Earl Gleason, Rainbow Ranch Girls |
| 2011 | Rich Bellert, Charley Boyter, Jim Ed Brown, Shirley Butt, Helen Cornelius, Kathy Cash, Bob & Charyl Duff, Crystal River, Bonnie Guitar, KG & The Ranger, Bill Lear, Fred Larson, Little Roy & the Lewis Family, Rick McEwen, Michael Montana, Jody Nix, Eddie Pennington, Janie Preston, The Stanley Brothers, Jeannie Seely, Joyce Shaffer, June Webb, Bobby Yates |
| 2012 | Michael Martin Murphey, Lynn Anderson, Liz Anderson, Peter Trenholm, Sharon Mescher, Marge Lund, Sherrill Douglas, Big John Pederson, Wade Leggett, Bill Atterberry, Reginald Benoit, Don Grubb, Don Hupp, Bill Hendren, George Rogers, Dave Wilburn, Janine Sherry, Red Schoen, John Rex Reeves, The Reed Boys, Wayne Schollmeyer, Darrell Schollmeyer, Frank Seymour, Richard & Lee Carr, Marvin Bredemeir Lifetime Achievement Awards: Paul & Mattie Malloy, Norville Dollar, Paul & Geneva Martinez, June Webb, Allen Karl, Red Johnson |
| 2013 | Olen Davis, Elva Meyers, Kenny Seratt, Ron Wilburne, Joanne Cash, Harry Yates, Barbara Fairchild, Roy Morris, Maynard Dahl, Mickey Gilley, Cindy Hill, Annette Hawkins & Kim Copedo, Marcia Greve Lifetime Achievement Awards: Dave Wilburn, Jaycee Lynne |
| 2014 | LuLu Roman, John Carter Cash, Tamra Rosanes, Larry Long, David Davis, Dennis Cash, Stuart Frank, Kathy Graeve, Annie & Mac McCauley, Keith Hiatt, Karen Mueller, Hugh Moffatt, Ron Affolter, Jimmy Bowen, Roy Allen Bowman, Paul & Colette Burnett, Larry Cordle, Cumberland Trio, Peter Daskalov, Slim Forsythe, Jack Fox, Goldwing Express, Chari Heldebrand, Dale Hafer, Miss Jeannie Slusarek, Berniece Lanman, Tom Mullally, George Miklas, George Orthey, Onion Creek Cloggers, Stephen Pride, Jack Radcliffe, Lynn Russwurm, Hank Sasaki, Steve & Ruth Smith, Jim Smoak, Irma Young                                                                                             |